# Manlleu
Manlleu est une commune de la comarque d'Osona dans la province de Barcelone en Catalogne (Espagne).

## Histoire
Les premières traces de peuplement autour de Manlleu datent du néolithique (4300-2500 av J.C.) et se situent près de l'ermitage de Sant Jaume et sur la colline Puig Guardial. Les traces d'occupation par l'homme de ce territoire durant le Chalcolithique (2000-1800 av. J.C.) se situent près de l'actuel lycée Antoni Pous i Argila ; en 1986, deux squelettes furent découverts dans un silo souterrain datant de cette période et ont révélé l'existence d'une aire consacrée à l'agriculture et à l'élevage.

## Population et société

### Démographie
En 2012, Manlleu est la 63e commune la plus peuplée de Catalogne.

## Culture locale et patrimoine

### Personnalités liées à la commune
- Josep Viladomat (1899-1989) : sculpteur né à Manlleu.